# Stenarches idiotes
Stenarches idiotes är en stekelart som beskrevs av Heinrich 1934. Stenarches idiotes ingår i släktet Stenarches och familjen brokparasitsteklar. Inga underarter finns listade i Catalogue of Life.